# إينوكو إينوياما
إينوكو إينوياما (犬山イヌコ إينوياما إينوكو, الكتابة الحقيقية لإسمها:犬山犬子) وهي ممثلة يابانية ولدت في عام 16 ديسمبر 1965 في مدينة طوكيو.

## أدوارها في الأنمي

### مسلسلات أنمي تلفزيونية
- بوكيمون - مياوث، تيمي
- بوكيمون أدفانس - مياوث
- بوكيمون دياموند/بيرل - مياوث
- بوكيمون بلاك/وايت - مياوث
- بوكيمون إكس/واي - مياوث
- شامان كينج - مانتا أويامادا
- مغامرات فوزان - فوزان

### أفلام أنمي
- سلسلة أفلام بوكيمون
  - فيلم بوكيمون الأول: هجوم ميوتو - مياوث
  - فيلم بوكيمون 2000: قوة الإتحاد - مياوث
  - فيلم بوكيمون 3: إنتيه و تعويذة الأنون - مياوث
  - فيلم بوكيمون فور إيفر: سيليبي صوت الغابة - مياوث
  - بوكيمون هيروز: لاتيوس و لاتياس - مياوث
  - بوكيمون رينجر و قصر البحر - مياوث
  - فيلم بوكيمون: نهوض داركراي - مياوث
  - فيلم بوكيمون: غيراتينا و محارب السماء - مياوث
  - فيلم بوكيمون: أركيوس و جوهرة الحياة - مياوث
  - فيلم بوكيمون: زوروارك سيد الأوهام - مياوث
  - فيلم بوكيمون بلاك: فيكتيني و ريشيرام - مياوث
  - فيلم بوكيمون وايت: فيكتيني وزيكروم - مياوث
  - فيلم بوكيمون: جينيسيكت و نهوض الأسطورة - مياوث
  - فيلم بوكيمون: ديانسي و شرنقة الدمار - مياوث
- طوكيو غودفاذرز - كوروميزاوا

## أدوارها في ألعاب الفيديو
- بريث أوف فاير 4 - إرشين
- غرانبلو فانتسي - بيث

## وصلات خارجية
- إينوكو إينوياما على موقع IMDb (الإنجليزية)
- إينوكو إينوياما على موقع ميوزك برينز (الإنجليزية)
- إينوكو إينوياما على موقع ميوزك برينز (الإنجليزية)
- إينوكو إينوياما على موقع قاعدة بيانات الفيلم (الإنجليزية)
- إينوكو إينوياما على موقع كينوبويسك (الروسية)
- إينوكو إينوياما على موقع ANN person (الإنجليزية)